# Jonas Zachariæ Torpadius
Jonas Zachariæ Torpadius, född 1624 i Torpa församling, Östergötlands län, död 15 mars 1670 i Torpa församling, Östergötlands län, var en svensk präst.

## Biografi
Jonas Torpadius föddes 1624 i Torpa församling. Han var son till kyrkoherden Zacharias Jonæ Torpadius och Ingeborg Larsdotter. Torpadius blev 1651 student vid Uppsala universitet och prästvigdes 1664. Han blev 1664 kyrkoherde i Torpa församling. Torpadius avled 1670 i Torpa församling.

## Familj
Torpadius var gift med Brita Mårtensdotter. Efter Torpadius död gifte hon om sig med Anders Gunnarsson på Marek i Asby församling.